# Leonisa
Leonisa è un'azienda colombiana di abbigliamento, specializzata nella produzione di biancheria intima, in particolare femminile sebbene sia presente anche una linea maschile, ma anche di costumi da bagno, abbigliamento sportivo e maglieria.

## Storia
L'azienda è nata il 20 novembre 1956 per iniziativa dei quattro fratelli Urrea, ad Armenia, nel dipartimento di Antioquia, per produrre biancheria intima femminile. L'azienda - all'epoca l'unica del settore in Colombia - trasferì ben presto la propria sede a Medellín.
Fin da subito l'azienda fu attiva anche fuori dai confini nazionali, e già nel 1965 venne aperta la prima fabbrica all'estero, in Costa Rica.
Nel 2014 Leonisa era presente in 20 paesi tra America, Europa e - in misura minore - Medio Oriente e Africa.

## Modelle
Numerose modelle hanno posato per Leonisa nel corso degli anni: tra queste, Nina Agdal, Isabeli Fontana, Nicola Cavanis, Lauren Mellor.